# Eparquia de Novogárdia
Eparquia de Novogárdia (em russo:  Новгородская епархия) é uma eparquia da Igreja Ortodoxa Russa, unindo paróquias e mosteiros na parte ocidental do Oblast de Novogárdia. Faz parte da Metrópole de Novogárdia.
Junto com a eparquia de Kiev, é a instituição mais antiga da Rus'. Em vários períodos incluiu territórios muito vastos e diversos (nos períodos sinodal e soviético foi frequentemente unida à eparquia de São Petersburgo): São Petersburgo, Gubernia de Olonets, Estônia, Viburgo, Grão-Ducado da Finlândia, Pomerânia.
O título do bispo governante mudou muitas vezes; a eparquia propriamente dita manteve o nome “Novogárdia”.
O bispo governante desde 20 de julho de 1990  é Lev Tserpitski, metropolita de Novogárdia e Starorusski, desde 8 de janeiro de 2012.